# إيدي شارف
إيدي شارف (بالألمانية: Eduard Scharf)‏ هو لاعب بوكر ألماني، ولد في 7 نوفمبر 1953 في كولونيا في ألمانيا.